# Suchostruga (gromada)
Suchostruga – dawna gromada, czyli najmniejsza jednostka podziału terytorialnego Polskiej Rzeczypospolitej Ludowej w latach 1954–1972.
Gromady, z gromadzkimi radami narodowymi (GRN) jako organami władzy najniższego stopnia na wsi, funkcjonowały od reformy reorganizującej administrację wiejską przeprowadzonej jesienią 1954 do momentu ich zniesienia z dniem 1 stycznia 1973, tym samym wypierając organizację gminną w latach 1954–1972.
Gromadę Suchostruga z siedzibą GRN w Suchostrudze utworzono – jako jedną z 8759 gromad – w powiecie grójeckim w woj. warszawskim, na mocy uchwały nr VI/10/5/54 WRN w Warszawie z dnia 5 października 1954. W skład jednostki weszły obszary dotychczasowych gromad Borowiec, Bystrzanów, Julianów, Jeżewice, Many, Popielarze, Suchodół, Suchostruga, Werdoń i Wólka Jeżewska ze zniesionej gminy Komorniki w tymże powiecie. Dla gromady ustalono 13 członków gromadzkiej rady narodowej.
29 lutego 1956 do gromady Suchostruga przyłączono wieś Natalin z gromady Budki Petrykowskie w tymże powiecie.
31 grudnia 1959 z gromady Suchostruga wyłączono wsie Julianów, Natalin, Popielarze i Wólka Jeżewska, włączając je do gromady Budki Petrykowskie w tymże powiecie, po czym gromadę Suchostruga zniesiono a jej (pozostały) obszar włączono do gromady Tarczyn tamże.